# Grazie per quel caldo dicembre
Grazie per quel caldo dicembre (A Warm December) è un film drammatico sentimentale statunitense del 1973 diretto da Sidney Poitier che vi compare anche nel ruolo principale del dottor Matt Younger. Nel cast c'è anche l'attrice giamaicana Esther Anderson nei panni di Catherine. La performance di Anderson nella parte di una principessa africana le fece vincere un NAACP Image Award come migliore attrice nel 1973. Il film si distingue anche per l'apparizione di Letta Mbulu che canta, con un coro africano, Nonqonqo di Miriam Makeba. Coleridge-Taylor Perkinson ha scritto e diretto la colonna sonora.
La storia presenta evidenti affinità con Vacanze romane e Love Story.  Venne girato ai Pinewood Studios.

## Trama
Il dottor Matt Younger è un uomo americano, rimasto vedovo di recente, che porta sua figlia (Yvette Curtis) a Londra per trascorrervi una vacanza di un mese. Mentre si trova lì conosce Catherine, la nipote di un ambasciatore africano (Earl Cameron). Catherine è impegnata in negoziati con l'Unione Sovietica per dare seguito a un importante progetto idroelettrico nel suo paese. Mentre i due iniziano a sviluppare sentimenti l'uno per l'altra, il dottor Younger scopre che i due uomini che seguono Catherine non sono i personaggi sinistri che sospettava. Una è una guardia del corpo inviata da suo zio, l'altra è un medico incaricato di tenere sotto controllo l'anemia falciforme da cui la donna è affetta. Lei stessa accenna a questa sua condizione descrivendola come il "dicembre della sua vita". Quando il dottor Younger le propone di sposarlo, Catherine deve decidere non solo tra l'amore per un uomo e la lealtà al suo Paese, ma anche tra godere del tempo che le resta e rovinare la serenità dell'uomo che ama con la propria morte imminente. Alla fine rifiuta, ringraziandolo per un “caldo dicembre”.